# Hřbitov v Boleticích nad Labem
Hřbitov v Boleticích nad Labem je jedním ze hřbitovů v Děčíně. Nachází se na samotě v lese nad místní částí Boletice nad Labem. Od zástavby samotných Boletic je vzdálen přibližně tři čtvrtě kilometru.

## Historie
Původním pohřebištěm pro obyvatele Boletic byl hřbitov u kostela sv. Vavřince v nedalekých Nebočadech, kam Boletice dodnes přísluší farní správou. V souvislosti s prudkým industriálním rozvojem Boletic ve druhé půli 19. století byl zřízen samostatný místní hřbitov, založený (zřejmě i v důsledku hygienických ohledů) v poměrně značné vzdálenosti od obecní zástavby. Přibližně ve stejné době přestal být používán starý, historický hřbitov u nebočadského kostela, takže v Boleticích začali být pohřbíváni i nebočadští obyvatelé. Pohřbívání přímo v Nebočadech bylo obnoveno až koncem 20. století. Na rok 2019 bylo navrženo zpevnění přístupové cesty k boletickému hřbitovu od zastávky MHD a úprava parkovacích míst před ním. Návrh však nebyl realizován. Hřbitov je od svého založení stále používán k pohřbům.

## Stavební podoba
Hřbitov se rozkládá v mírném svahu nad Boleticemi nad Labem při cestě na Lesnou a Velkou Veleň. Má půdorys nepravidelného obdélníka. Ohrazení hřbitova je z menší části vyzděno z cihelných plotových tvárnic (celá západní a část severní a jižní zdi, zděná část severní zdi končí u budovy někdejší márnice). Zbytek hřbitova je ohrazen prostým dřevěným plaňkovým plotem. V západní zdi je hřbitov přístupný širokou průjezdní branou, v severozápadním nároží je pak malá branka pro pěší. Po obvodu hřbitova je dochována řada nákladných, výlučně německojazyčných náhrobků, které jsou však zpustlé a neudržované. Další větší, propracovanější náhrobky se nacházejí jednotlivě v centrální části hřbitova, řada z nich je poškozena, menší německé náhrobky jsou v řadě případů vyvráceny na zemi. Ve spodní části hřbitova jsou pak novější hroby s českými nápisy (několik novějších českých hrobů se nachází jednotlivě i mezi staršími německými hroby porůznu na ploše hřbitova). Nachází se zde také společný hrob několika příslušníků Rudé armády. V samostatném hrobě je pohřben válečný veterán Josef Šešvak, který pocházel z Ukrajiny a po válce se zde zřejmě usadil († 1966) a za kterým sem zřejmě přišli také jeho příbuzní. V horní části hřbitova, sousedící s lesem, je ještě poměrně velká plocha pohřebiště nevyužita. V prostoru hřbitova není žádná sakrální stavba (hřbitovní kaple, nebo kaplová hrobka), nenachází se zde, na rozdíl od většiny historických hřbitovů, ani hlavní hřbitovní kříž.

## Galerie

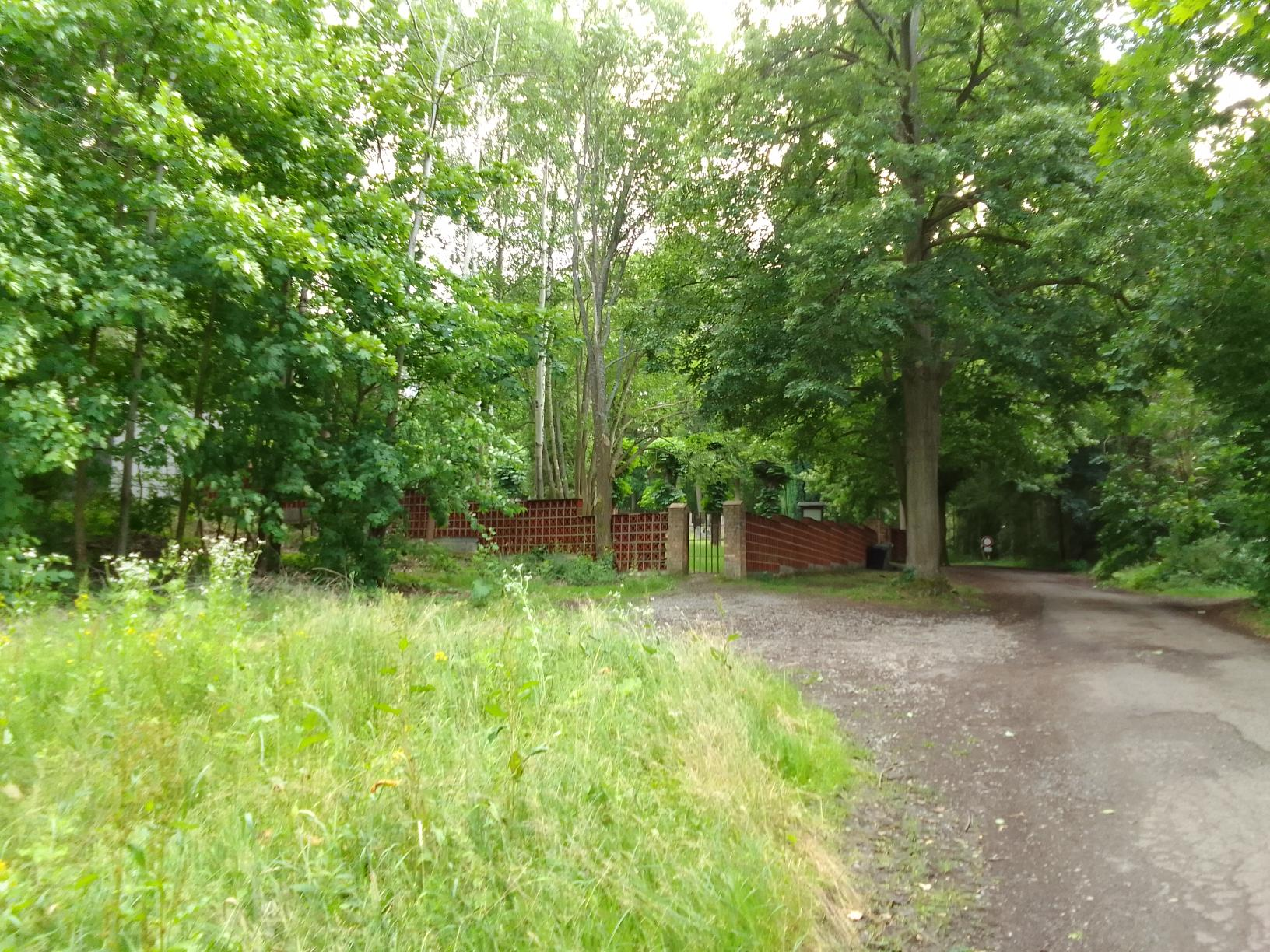
Hřbitov od příjezdové cesty.
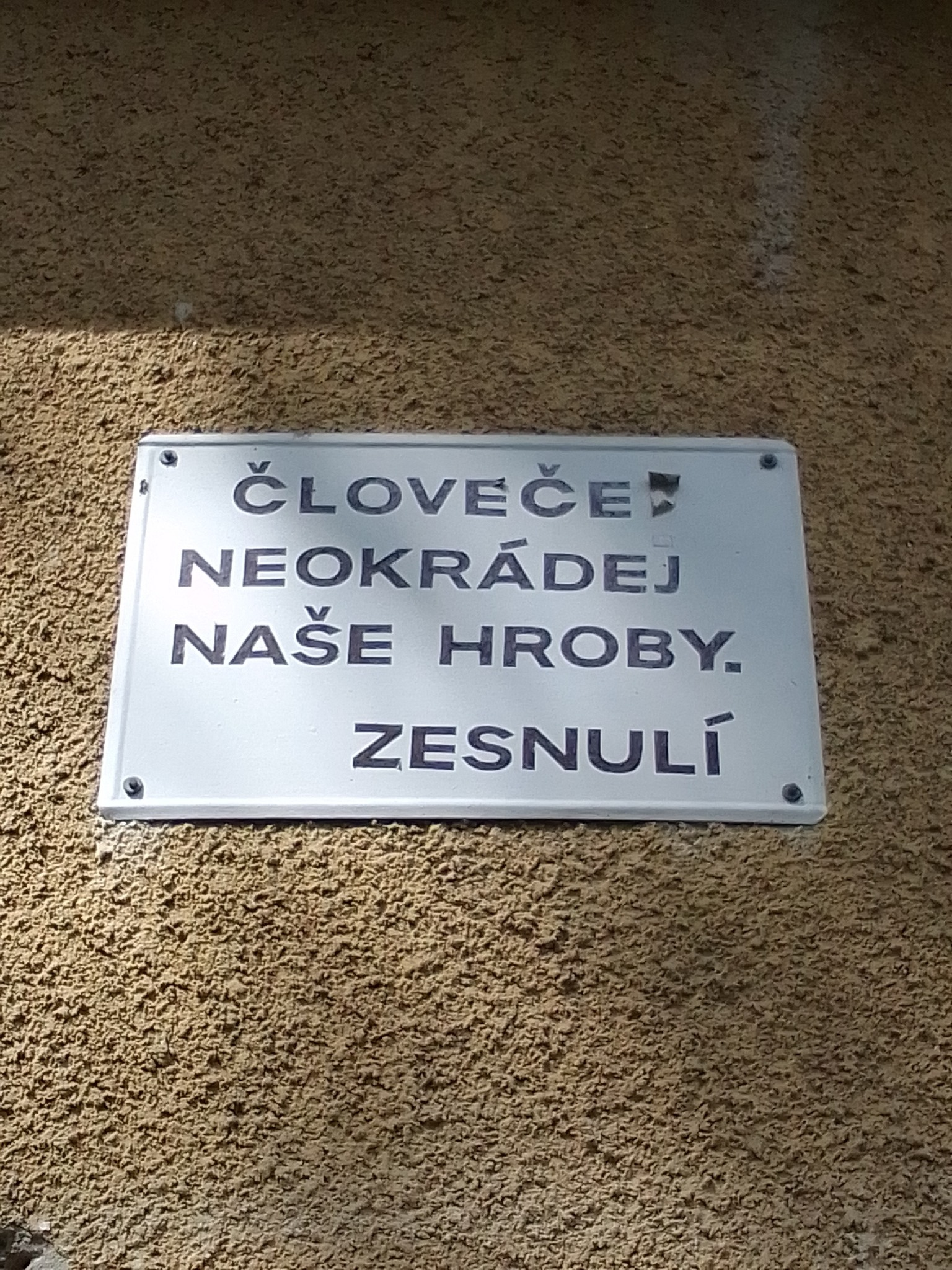
Varovný nápis na márnici.
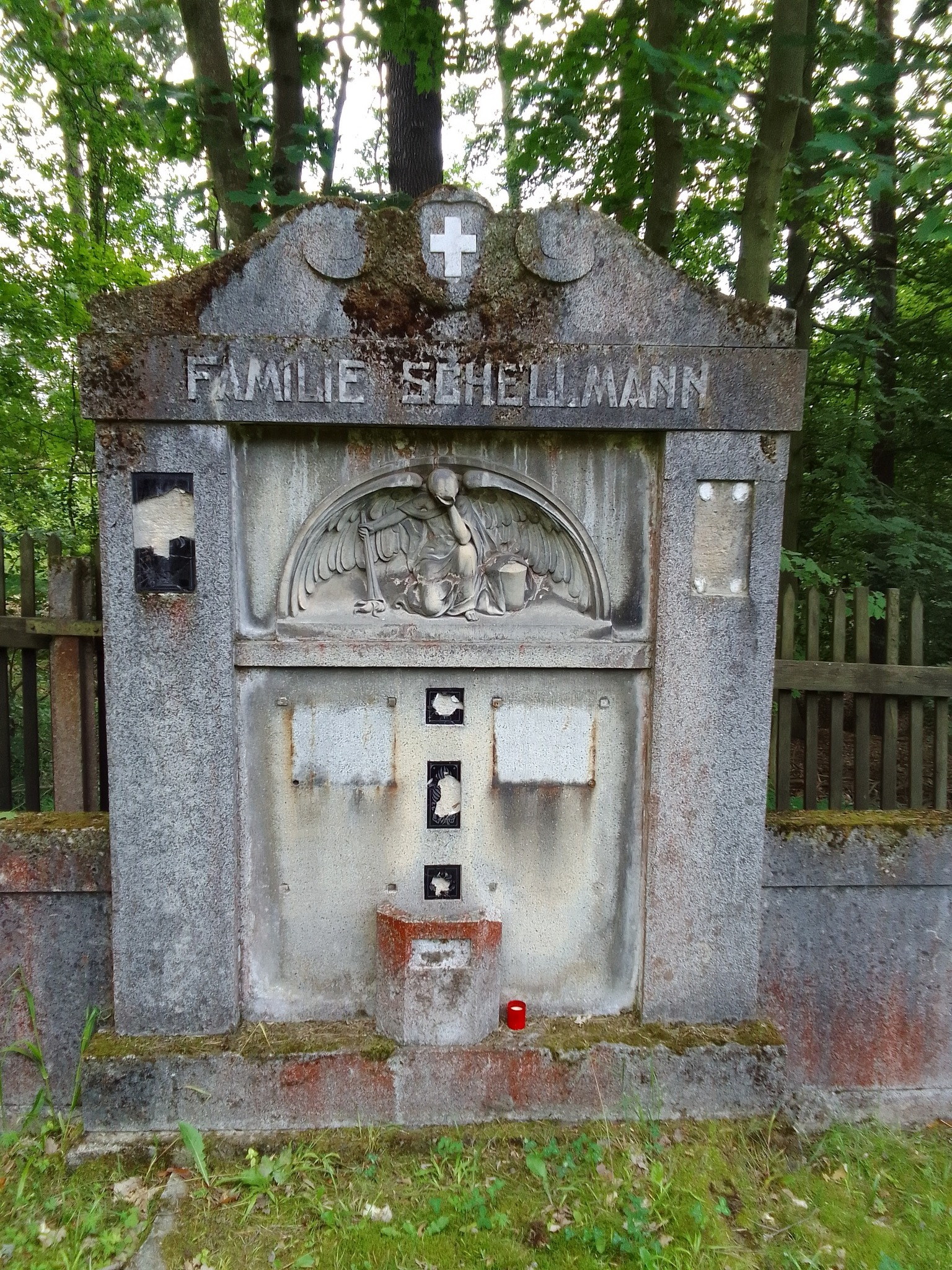
Jeden ze zpustlých náhrobků, rodina Schellmannova.
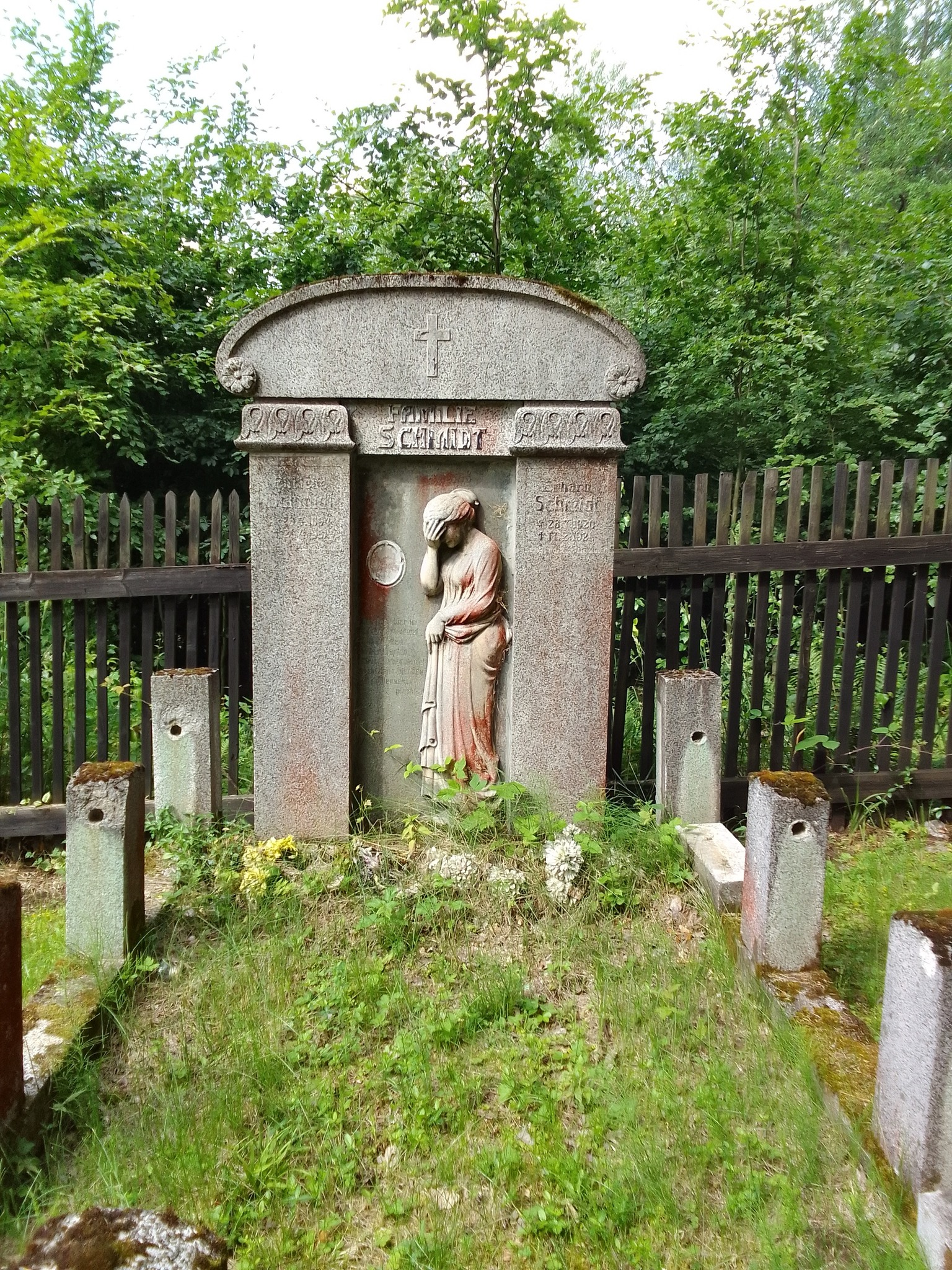
Zpustlý hrob rodiny Schmidtovy.